# تشانغ شياو
تشانغ شياو هو مصور صيني، ولد في 23 نوفمبر 1981.